# Monte Limbara
Der Monte Limbara ist das höchste Gebirgsmassiv im Norden Sardiniens. Die beiden kahlen Granitgipfel Punta Balistreri (1363 m) und Punta sa Berritta (1359 m) sind von weitem sichtbar. Die Hänge des Monte-Limbara-Massivs sind fast bis zum Gipfel mit Kastanien, Stieleichen, Pinien, Kiefern und Tannen bewaldet.

## Erschließung
Eine Straße führt bis in die Gipfelregion. Wanderwege erschließen die nördlichen Hänge des Monte Limbara. Wanderparkplätze befinden sich kurz unterhalb des Gipfels bei einer Kapelle und auf etwa 1050 Metern. Die Aussichtsplattform beherbergt die meterhohe schwarze Statue der Madonna delle Neve. Die Figur zeigt Richtung Norden, zahlreiche Einheimische und Touristen legen hier Dankesgaben und Bittbriefe nieder.
Östlich des Gipfels befindet sich eine Sendeanlage des italienischen Rundfunks und eine aufgelassene militärische Anlage der NATO.

## Ausblick
Von den Gipfeln reicht die Sicht über ganz Nordsardinien, bei klarem Wetter ist Korsika zu erkennen. Tempio Pausania und Aggius sind als am nächsten liegende Ortschaften gut zu erkennen.